# Корлето-Пертикара
Корлето-Пертикара (итал. Corleto Perticara) — коммуна в Италии, расположена в регионе Базиликата, подчиняется административному центру Потенца.
Население составляет 3025 человек, плотность населения составляет 34 чел./км². Занимает площадь 24 км². Почтовый индекс — 85012. Телефонный код — 0971.
Покровителем населённого пункта считается San Rocco. Праздник ежегодно празднуется 16 августа.